# Eriospermum bruynsii
Eriospermum bruynsii är en sparrisväxtart som beskrevs av Pauline Lesley Perry. Eriospermum bruynsii ingår i släktet Eriospermum och familjen sparrisväxter. Inga underarter finns listade i Catalogue of Life.